# Antropický princip
Antropický princip (AP) je filosofický pokus o vysvětlení skutečnosti, že hodnoty základních fyzikálních konstant se nacházejí v takových rozmezích, které umožňují vznik inteligentního života. Kritici namítají, že neumožňuje falzifikaci a jde o tautologii (stejně jako jemně naladěný vesmír). Namítají, že jde o výběrové zkreslení stejně jako jiný antropocentrismus.
Existují minimálně dvě verze AP – slabá a silná.

## Slabá verze
Slabá verze antropického principu představuje konstatování, že náš vesmír měl a má takové vlastnosti, že se v něm mohly vyvinout inteligentní bytosti.
Aby vůbec mohl někdo položit otázku po tom, proč se vyvinuly inteligentní bytosti, musí totiž tyto inteligentní bytosti existovat.
Slabý antropický princip tak může být i nástrojem přírodních věd (zejména v kosmologických oborech) pro určování vlastností vesmíru i v takových případech, kdy není možné ověřovat předpovědi teorií reprodukovatelným experimentem a měření neumožňuje přímo ověřit vlastnosti v dřívějších fázích vývoje vesmíru. Vědecké teorie musí být „schopny zajistit“ vznik hmoty v takové podobě a s takovými vlastnostmi a vzájemným působením, aby mohly vzniknout nejen pozorovatelné projevy, ale i podmínky pro existenci pozorovatele, tedy člověka.
Z tohoto obecného principu na „vyladěnost“ vesmíru plynou mnohá velmi konkrétní omezení na vlastnosti prostoru, elementárních částic a jejich interakcí, na hodnoty fyzikálních konstant a vzájemnou provázanost všech těchto vlastností, například:
- hustota hmoty ve vesmíru blízká rovnovážné a omezená hodnota kosmologické konstanty (aby se vesmír příliš rychle nerozepjal a neumožnil tak vznik kondenzovaných objektů či naopak nesmrštil v čase, který by nepostačoval ke vzniku života)
- 3 rozvinuté prostorové dimenze ve vztahu k úbytku gravitačních a elektrostatických sil se čtvercem vzdálenosti od zdroje (aby hmota byla schopna tvořit vázané soustavy)
- vyladěný poměr elektromagnetického a gravitačního působení a Pauliho vylučovací princip pro fermiony (pro zaručení rozprostraněnosti kondenzovaného stavu hmoty)
- vyladěný poměr hmotností protonu a elektronu (ve vztahu k velikosti elektromagnetické interakce) a rovnost absolutní hodnoty jejich nábojů (pro zajištění stability atomů)
- vyladěný poměr hmotností protonu, neutronu a elektronu a poměru silné a elektrostatické interakce (pro zajištění stability nevodíkových jader)
- vyladěný vztah účinných průřezů jaderných reakcí pro záchyt protonu a deuteronu a vazebných a excitačních energií lehkých jader (pro vznik biogenních prvků po velkém třesku) a mnoho dalšího.

## Silná verze
Silná verze AP (jejímiž zastánci jsou Barrow a Tipler) je metafyzické tvrzení, které tvrdí, že vesmír se nutně vyvinul tak, aby se v něm mohly vyvinout inteligentní bytosti.